# Michael Fishman
Pour les articles homonymes, voir Fishman.
Michel Desmond Fishman, né le 22 octobre 1981 à Long Beach, est un acteur américain. Il est notamment connu pour avoir joué le rôle de D.J. Conner, le fils de Roseanne Barr et John Goodman, dans la série Roseanne, de 1988 à 1997. Il a aussi figuré dans des films et d'autres spectacles télévisés.

## Filmographie
- 1997 : Little Bigfoot 2: The Journey Home : Mike Holliday
- 2001 : A.I. Intelligence artificielle : un adolescent dans un van

### Télévision
- 1990 : Fun House (1 épisode) : lui-même
- 1996 : Hé Arnold ! (1 épisode: Spelling Beee/Pigeon Man) : voix de Joey
- 1997 : Seinfeld (1 épisode : The Apology) : Gregg
- 1988 - 1997 : Roseanne (220 épisodes) : D.J. Conner
- 1998 : The Roseanne Show (1 épisode) : lui-même
- 1999 : Walker, Texas Ranger (1 épisode : Lost Boys) : Snake